# Saint-Remy-la-Calonne
Saint-Remy-la-Calonne is een gemeente in het Franse departement Meuse (regio Grand Est) en telt 106 inwoners (2016).
De plaats maakt deel uit van het kanton Étain in het arrondissement Verdun. Tot 1 januari 2015 was het deel van het kanton Fresnes-en-Woëvre, dat op die dag werd opgeheven.

## Geografie
De oppervlakte van Saint-Remy-la-Calonne bedraagt 7,8 km², de bevolkingsdichtheid is dus 13 inwoners per km².

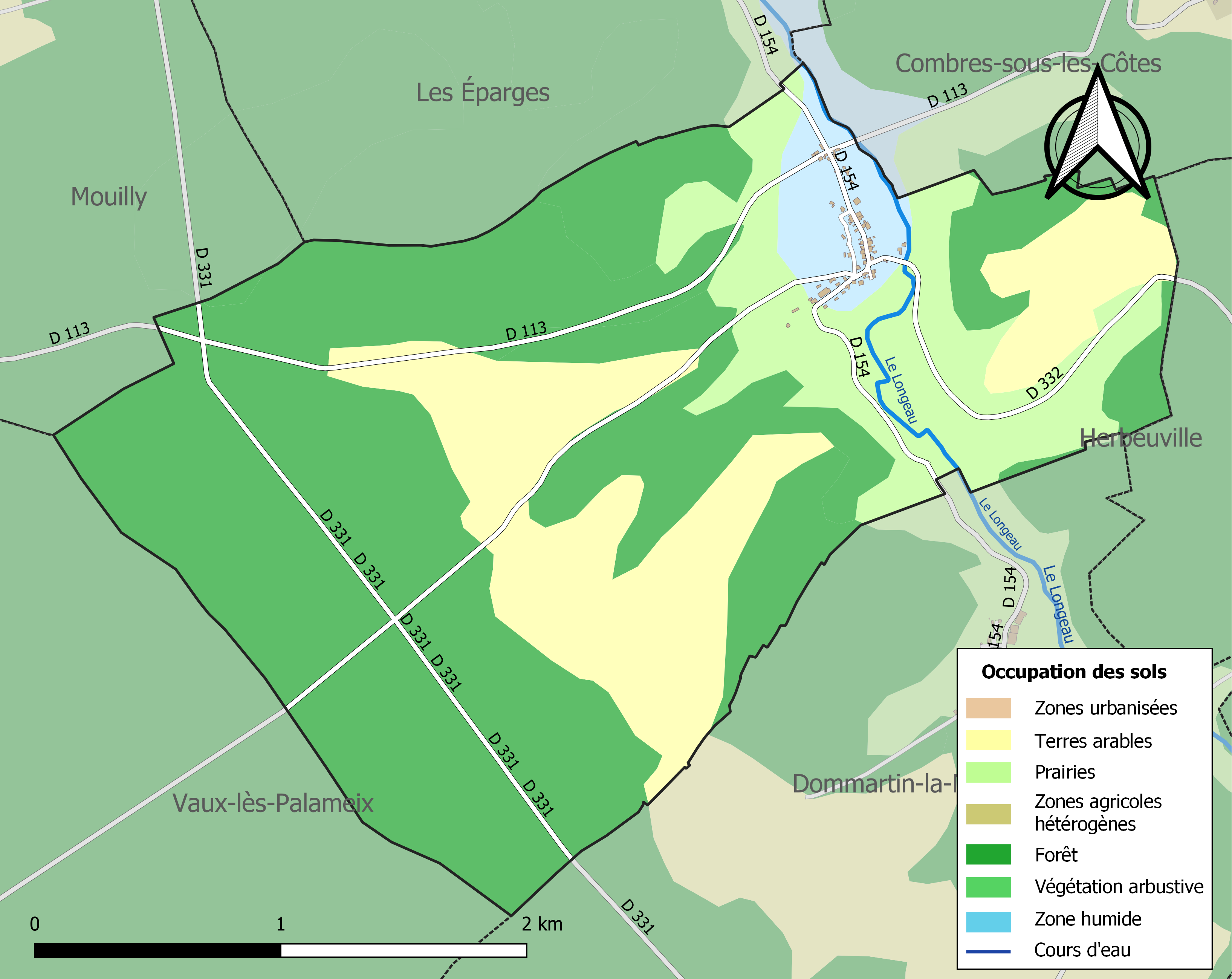
Kaart van de gemeente met de belangrijkste infrastructuur, bodemgebruik en omliggende gemeenten

## Demografie
Onderstaande figuur toont het verloop van het inwonertal (bron: INSEE-tellingen).

## Bezienswaardigheden
- de nationale begraafplaats: 203 Franse militairen uit de Eerste Wereldoorlog liggen er begraven, waarvan er 86 geïdentificeerd zijn. Onder hen de schrijver Alain-Fournier die als luitenant samen met 21 soldaten sneuvelde tijdens een van de eerste gevechten nabij Verdun. Ze verdwenen eerst in een massagraf. Alain-Fourniers lichaam werd pas in 1991 geïdentificeerd en bijgezet.
- het herdenkingskruis voor Alain-Fournier in het bos van Calonne.
- de literaire herdenkingstuin ter ere van de schrijvers die als militair sneuvelden op de slagvelden van de Eerste Wereldoorlog. De teksten op de drietalige borden zijn van de hand van schrijvers als Alain-Fournier, Jean Giono, Charles Péguy, Guillaume Apollinaire, Maurice Genevoix, Louis Pergaud, Wilfred Owen, John McCrae en Ernst Jünger.
- het klein Duits kerkhof in het bos van Saint-Remy heeft 10 graven.